# 크리스토퍼 숀
크리스토퍼 숀(영어: Christopher Sean, 1985년 10월 25일 ~ )은 미국의 배우이다. 드라마 《하와이 파이브-0》의 게이브리얼 웨인크로프트 역, 연속극 《우리 생애 나날들》의 폴 나리타 역을 연기했다. 신 스타워즈 애니메이션 《스타워즈 레지스탕스》의 주인공 카즈 시오노 역을 연기한다. 어머니가 일본인인 일본계 미국인이다.